# Inde aux Jeux paralympiques
L’Inde participe aux Jeux paralympiques d'été depuis 1968 et n'a jamais envoyé de délégations aux Jeux d'hiver.

## Histoire
Pour sa première participation aux Jeux d'été de 1968 à Tel Aviv, elle est représentée par dix athlètes dans six disciplines sportives. Depuis, l'Inde a participé à tous les Jeux d'été, sauf ceux de 1976, qu'elle boycotte, et ceux de 1980. La première médaille indienne est également l'une de ses deux seules médailles d'or à ce jour ; elle est remportée par le nageur Murlikant Petkar (en) en 1972. Le seul autre champion paralympique indien est Devendra Jhajharia (en), médaillé d'or au javelot en 2004. L'Inde n'a jamais participé aux Jeux d'hiver.
L'Inde est l'un des huit pays à participer au boycott des Jeux d'été de 1976 à Toronto, en raison de la présence d'une délégation d'Afrique du Sud, pays où est alors pratiqué l'apartheid. C'est à ce jour le seul boycott à avoir affecté les Jeux paralympiques.

## Bilan général

### Par année
| Année | Médaille d'or, Jeux paralympiques | Médaille d'argent, Jeux paralympiques | Médaille de bronze, Jeux paralympiques | Total             | Rang              |
| 1968  | 0                                 | 0                                     | 0                                      | 0                 |                   |
| 1972  | 1                                 | 0                                     | 0                                      | 1                 | 25e               |
| 1976  | Boycott                           | Boycott                               | Boycott                                | Boycott           | Boycott           |
| 1980  | N'a pas participé                 | N'a pas participé                     | N'a pas participé                      | N'a pas participé | N'a pas participé |
| 1984  | 0                                 | 2                                     | 2                                      | 4                 | 37e               |
| 1988  | 0                                 | 0                                     | 0                                      | 0                 |                   |
| 1992  | 0                                 | 0                                     | 0                                      | 0                 |                   |
| 1996  | 0                                 | 0                                     | 0                                      | 0                 |                   |
| 2000  | 0                                 | 0                                     | 0                                      | 0                 |                   |
| 2004  | 1                                 | 0                                     | 1                                      | 2                 | 53e               |
| 2008  | 0                                 | 0                                     | 0                                      | 0                 |                   |
| 2012  | 0                                 | 1                                     | 0                                      | 1                 | 67e               |
| Total | 2                                 | 3                                     | 3                                      | 8                 |                   |

### Par athlètes médaillés
Ceci est la liste des médaillés paralympiques pour l'Inde.
| Nom                              | Jeux                  | Discipline       | Épreuve                             | Résultat                                    |
| -------------------------------- | --------------------- | ---------------- | ----------------------------------- | ------------------------------------------- |
| Murlikant Petkar                 | Heidelberg 1972       | Natation         | 50 m nage libre hommes, catégorie 3 | 37 s 33 · (record du monde)                 |
| Devendra Jhajharia               | Athènes 2004          | Athlétisme       | Lancer de javelot hommes F44-46     | 62,15 mètres ; 1117 pts · (record du monde) |
| Joginder Singh Bedi              | Stoke Mandeville 1984 | Athlétisme       | Lancer de poids hommes L6           | 10,08 mètres                                |
| Bhimrao Kesarhar                 | Stoke Mandeville 1984 | Athlétisme       | Lancer de javelot hommes L6         | 34,55 mètres                                |
| Girisha Hosanagara Nagarajegowda | Londres 2012          | Athlétisme       | Saut en hauteur hommes F42          | 1,74 m                                      |
| Joginder Singh Bedi              | Stoke Mandeville 1984 | Athlétisme       | Lancer de disque hommes L6          | 28,16 mètres                                |
| Joginder Singh Bedi              | Stoke Mandeville 1984 | Athlétisme       | Lancer de javelot hommes L6         | 34,18 mètres                                |
| Rajinder Singh Rahelu            | Athènes 2004          | Force athlétique | 56 kg hommes                        | 157,5 kg                                    |
| Avani Lekhara                    | Tokyo 2020            | Tir sportif      | Carabine à 50 m air comprimé        | 249.6 points                                |
| Avani Lekhara                    | Tokyo 2020            | Tir sportif      | Carabine à 10 m 3 positions         | 445.9 points                                |